# Pirate Radio (Österreich)

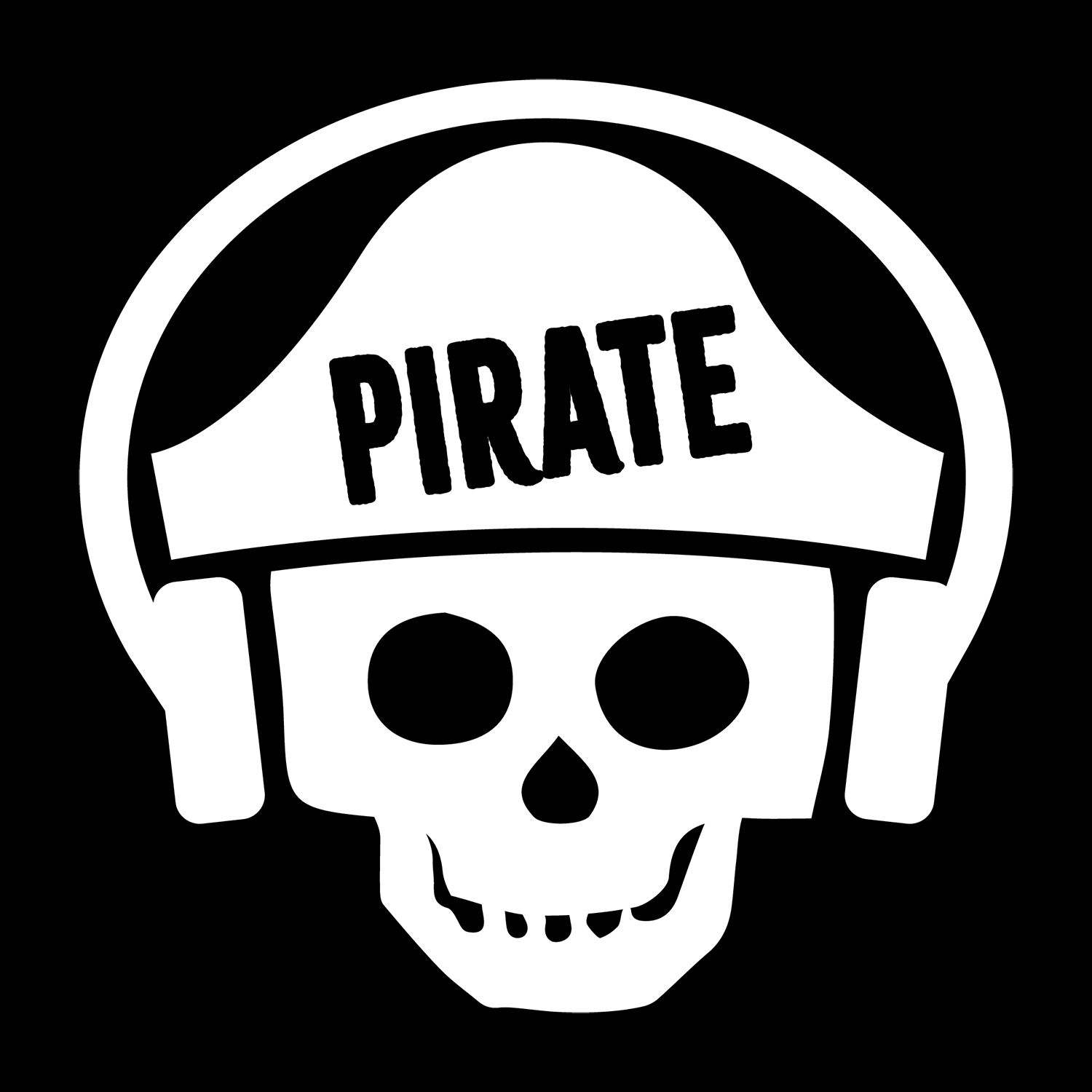
Logo Pirate Radio

Pirate Radio ist ein von der Kommunikationsbehörde Austria lizenzierter, terrestrischer Hörfunksender in Österreich. Betreiber ist die kronehit Radio BetriebsgmbH. Er ist am 21. Juni 2024 gemeinsam mit 27 weiteren Radiosendern in Österreich als Sender auf DAB+ gestartet, im MUX-II der ORS und damit in Ostösterreich terrestrisch zu empfangen. Die Lizenzdauer beträgt – wie bei privaten Radiosendern generell – 10 Jahre. Der Sender spielt Alternative Music, mit dem Slogan Alternative Rock und Pop nonstop. Zielgruppe sind Hörerinnen und Hörer im Alter von 29 bis 49.

## Programminhalte
Pirate Radio spielt alternative Musik, darunter die Musikrichtungen Indierock, Indiepop, Punkrock, Hardcore, Ska und Postpunk. Von 6 Uhr bis 20 Uhr laufen stündlich Nachrichten, Wetter und Verkehr. In dieser Zeit ist das Programm auch moderiert. Obwohl der Sender nur im Osten Österreichs terrestrisch zu empfangen ist, wendet er sich inhaltlich an Gesamtösterreich.
Als Stationmanager von Pirate Radio zeichnet Anton Kotov verantwortlich, die Moderatoren sind Michael Grohmann und der Schweizer Radiomoderator Finn Rasmussen (ehemals Virgin Radio Switzerland, Radio Basilisk).

## Sendeschema
Werktags:
- 6–12 Uhr: Pirate Radio Morning Glory
- 12–20 Uhr: Pirate Radio Daytime

Wochenende:
- 6–20 Uhr: Pirate Radio Weekend

## Empfang
Aufgrund der österreichischen Gesetzeslage darf Pirate Radio nicht über UKW senden, sondern nutzt digitale Verbreitungswege. Dazu zählen: Smart Speaker wie Amazon Alexa, Fire TV, Streams auf der Homepage, Apps für Android und iOS, der Radioplayer und andere Streamingplattformen, sowie die Verbreitung über DAB+ am österreichweiten Multiplex MUX II des Senderbetreibers ORS. Dieser erreicht etwa 3 Millionen Hörerinnen und Hörer. Zu den wichtigsten Sendeanlagen zählen Wien 1 – Kahlenberg, St. Pölten – Jauerling und Semmering – Sonnwendstein (s. auch Sender Kahlenberg). Neben dem Kerngebiet Wien, Niederösterreich und nördliches Burgenland ist Pirate Radio auch in der Obersteiermark (Mürztal bis Kapfenberg) sowie in der slowakischen Hauptstadt Bratislava zu empfangen.